# Platanthera komarovii
Platanthera komarovii är en orkidéart som beskrevs av Rudolf Schlechter. Platanthera komarovii ingår i släktet nattvioler, och familjen orkidéer. Inga underarter finns listade i Catalogue of Life.